# استیو دیویس (بازیکن فوتبال، زاده ۱۹۶۰)
استیو دیویس (انگلیسی: Steve Davies؛ زادهٔ ۱۶ ژوئیهٔ ۱۹۶۰) بازیکن فوتبال اهل بریتانیا است.
از باشگاه‌هایی که در آن بازی کرده‌است می‌توان به باشگاه فوتبال نورتویچ ویکتوریا، باشگاه فوتبال پورت ویل، و باشگاه فوتبال آلترینچام اشاره کرد.